# نفت‌چال (بابلسر)
نفت‌چال، روستایی از توابع بخش بهنمیر شهرستان بابلسر در استان مازندران ایران است.

## جمعیت
این روستا در دهستان بهنمیر قرار داشته و بر اساس آخرین سرشماری مرکز آمار ایران که در سال ۱۳۸۵ صورت گرفته، جمعیت آن ۵۱۹نفر (۱۲۱خانوار) بوده‌است.